# Eleutherococcus spinosus
Eleutherococcus spinosus är en araliaväxtart som först beskrevs av Carl von Linné den yngre, och fick sitt nu gällande namn av Shiu Ying Hu. Eleutherococcus spinosus ingår i släktet Eleutherococcus och familjen Araliaceae. Inga underarter finns listade.